# Phường 15, Quận 8
Phường 15 là một phường thuộc Quận 8, Thành phố Hồ Chí Minh, Việt Nam.
Phường 15 có diện tích 1,53 km², dân số năm 2021 là 42.927 người,  mật độ dân số đạt 28.056 người/km².